# Amphoe Kranuan
Amphoe Kranuan (Thai: อำเภอ กระนวน) ist ein Landkreis (Amphoe – Verwaltungs-Distrikt) in der Provinz Khon Kaen. Die Provinz Khon Kaen liegt in der Nordostregion von Thailand, dem so genannten Isan.

## Geographie
Benachbarte Landkreise (von Süden im Uhrzeigersinn): die Amphoe Sam Sung und Nam Phong in der Provinz Khon Kaen, die Amphoe Non Sa-at und Kumphawapi in der Provinz Udon Thani, die Amphoe Tha Khantho, Nong Kung Si und Huai Mek in der Provinz Kalasin sowie Amphoe Chuen Chom in der Provinz Maha Sarakham.

## Geschichte
Kranuan wurde am 1. Januar 1948 zunächst als „Zweigkreis“ (King Amphoe) eingerichtet, indem er vom Amphoe Nam Phong abgetrennt wurde. Am 22. Juli 1958 wurde Kranuan zum Amphoe heraufgestuft.

## Verwaltungseinheiten

### Provinzverwaltung
Der Landkreis Kranuan ist in neun Tambon („Unterbezirke“ oder „Gemeinden“) eingeteilt, die sich weiter in 98 Muban („Dörfer“) unterteilen.
| Nr.  | Name          | Thai      | Muban | Einw.  |
| ---- | ------------- | --------- | ----- | ------ |
| 01.  | Nong Ko       | หนองโก    | 19    | 21.596 |
| 02.  | Nong Kung Yai | หนองกุงใหญ่ | 13    | 10.555 |
| 05.  | Huai Chot     | ห้วยโจด    | 02    | 06.340 |
| 06.  | Huai Yang     | ห้วยยาง    | 08    | 05.982 |
| 07.  | Ban Fang      | บ้านฝาง    | 11    | 07.986 |
| 09.  | Dun Sat       | ดูนสาด     | 02    | 08.078 |
| 010. | Nong No       | หนองโน    | 07    | 06.355 |
| 011. | Nam Om        | น้ำอ้อม     | 0-    | 04.849 |
| 012. | Hua Na Kham   | หัวนาคำ    | 0-    | 07.024 |

Hinweis: Die Daten der Muban liegen zum Teil noch nicht vor.

### Lokalverwaltung
Es gibt eine Kommune mit „Stadt“-Status (Thesaban Mueang) im Landkreis:
- Kranuan (Thai: เทศบาลเมืองกระนวน) besteht aus Teilen des Tambon Nong Ko.

Es gibt drei Kommunen mit „Kleinstadt“-Status (Thesaban Tambon) im Landkreis:
- Huai Yang (Thai: เทศบาลตำบลห้วยยาง) besteht aus dem gesamten Tambon Huai Yang.
- Nong No (Thai: เทศบาลตำบลหนองโน) besteht aus dem gesamten Tambon Nong No.
- Nam Om (Thai: เทศบาลตำบลน้ำอ้อม) besteht aus dem gesamten Tambon Nam Om.

Außerdem gibt es sechs „Tambon-Verwaltungsorganisationen“ (องค์การบริหารส่วนตำบล – Tambon Administrative Organizations, TAO):
- Nong Ko (Thai: องค์การบริหารส่วนตำบลหนองโก)
- Nong Kung Yai (Thai: องค์การบริหารส่วนตำบลหนองกุงใหญ่)
- Huai Chot (Thai: องค์การบริหารส่วนตำบลห้วยโจด)
- Ban Fang (Thai: องค์การบริหารส่วนตำบลบ้านฝาง)
- Dun Sat (Thai: องค์การบริหารส่วนตำบลดูนสาด)
- Hua Na Kham (Thai: องค์การบริหารส่วนตำบลหัวนาคำ)